# Международные стандарты финансовой отчётности для общественного сектора
Международные стандарты финансовой отчётности [для] государственного/общественного сектора — выпускаемые IPSASB Международной федерации бухгалтеров стандарты бухгалтерской отчётности, базируемые на IFRS. Их цель — улучшение качества бухгалтерской отчётности госорганами с целью более объективных оценок при выделении ресурсов решениями правительств, тем повышая их транспарентность и подотчётность. IPSAS включают в себя 38 стандартов учёта по методу начисления + стандарт кассового метода учёта.

## Использование
Следующие организации используют IPSAS:
- Секретариат Содружества наций
- Совет Европы
- Европейские сообщества
- Европейское космическое агентство
- Европейская организация спутниковой метеорологии
- Интерпол
- Организация ITER
- НАТО
- ОЭСР

IPSAS стараются адаптировать программы и фонды ООН, её специализированные агентства и связанные организации.
Многие страны стараются внедрить у себя IPSAS, хотя пока что ни одна страна в мире не соблюдает IPSAS целиком в силу сложности стандарта кассового метода учёта, требующего консолидированную финансовую отчётность абсолютно для всех своих органов.